# Веденсвил
Веденсвил (често наричан Ведишвил или Веди) е община, разположена в област Хорген в кантона Цюрих в Швейцария. Населението е около 21 716 души (2017).
На 1 януари 2019 г. бившите общини Хютен и Шьоненберг са присъединени в община Веденсвил.

## География
Преди сливането през 2019 г. Веденсвил притежава площ от 17,4 km².
От тази площ 59,3% се използва за земеделски цели, 9,6% е залесена, 29,8% е заселена (сгради или пътища), а останалата част (1,3%) е непродуктивна (реки, ледници или планини).
През 1996 г. жилищата и сградите съставят около 20,8% от общата площ, докато транспортната инфраструктура е останалата част (9%).

## Демографски данни
Веденсвил има население 21 716 души (2017).
От около 2007 г. 20,5% от населението е съставено от чуждестранни граждани.
От 2008 г. оловото разпределение на населението е 48,6% мъже и 51,4% жени.
За 10 години населението нараства с 2,1%, като по-голямата част говори немски (85,0%), италианският е вторият най-разпространен (3,9%), а сърбохърватският е третият (1,9%).
На изборите през 2007 г. най-популярната партия е ШВП, която получава 35,2% от гласовете.
Следващите три най-популярни партии са Социално-социалната партия (17,6%), Свободната демократична партия (13%) и ХСП (11,3%).
Възрастовото разпределение на населението е 22% деца и тийнейджъри (0 – 19 години), докато възрастните (20 – 64 години) съставляват 64,2%, хората над 64 години са 13,9%.
Във Веденсвил около 76,7% от населението (на възраст между 25 и 64 години) е завършило или незадължително средно образование, или допълнително висше образование (университет или специалност Fachhochschule).
Във Веденсвил има 8796 семейства.
Нивото на безработица е от 2,94%. От 2005 г. в първичния икономически сектор са заети 268 души и около 84 предприятия, участващи в този сектор.
2020 души са заети във вторичния сектор и в този сектор има 195 предприятия.
5169 души са заети в третичния сектор, като в този сектор работят 725 предприятия. От 2007 г. 44,8% от работещото население е заето на пълен работен ден, а 55,2% е заето на непълен работен ден.
Според данни от 2008 г. 6128 души се определят като католици и 7507 – като протестанти.

## Културно наследство
Разположен на брега на езерото Цюрихзее, Веденсвил-Фордер Ау е част от 56-те швейцарски обекта, които съставляват обекта на световното наследство на ЮНЕСКО „Праисторически наколни жилища около Алпите“, а селището е вписано и в швейцарския регистър на културните ценности с национално и регионално значение като обект от клас А.
Замъкът Ау на полуостров Ау, неговите спомагателни сгради и паркът са вписани в швейцарския регистър на културните ценности с национално и регионално значение като обект от клас Б с регионално значение.
Пивоварната „Веденсвил“ в швейцарския кантон Цюрих работи от 1833 до 1990 година.
Сградата ѝ е частично разрушена през 2003 г. Въпреки това пивоварната традицията във Веденсвилер продължава с предприятието Wadi-Brau-Huus AG.

## Транспорт
Общината се намира на магистрала А3.
Железопътната гара Веденсвил се обслужва от линиите S2, S25 и S8 на градската железница Цюрих по линията край езерото до Цюрих и е крайната спирка на линията S13 до Айнзиделн.

## Забележителни личности
- Йохан Готфрид Щефан (1815 – 1905), швейцарски пейзажист
- Валтер Хаузер (1837 – 1902), политик, член на Швейцарския федерален съвет от 1888 до 1902 г.
- Ханс Ауер (1847 – 1906), швейцарско-австрийски архитект, проектира Федералния дворец на Швейцария (1894 – 1902).
- Роберт Хааб (1865 – 1939), политик, член на Швейцарския федерален съвет от 1917 до 1929 г.
- Ото Хаузер (1874 – 1932), праисторик
- Херман Мюлер (Тургау), швейцарски енолог (1850 – 1927)
- Пол Уайлд (1925 – 2014), астроном, открил множество комети, астероиди и свръхнови
- Ернст Хюрлиман (роден през 1934 г.), гребец, бронзов медалист от летните олимпийски игри през 1960 г.
- Карин От (родена 1945 г.), оперен колоратурен сопран
- Даниел Уайдър (роден през 1962 г.), бивш състезател по колоездене.
- Ален Неф (роден 1982 г.), футболен защитник, над 460 клубни мача
- Хосе Мануел Родригес Моргаде (роден през 1984 г.), известен като Ману, испански професионален футболист

## Външни връзки
- ((de)) Официален сайт